# Antonio Leonviola
Antonio Leonviola, pseudonimo di Antonio Leone Viola (Montagnana, 13 maggio 1913 – Roma, 4 agosto 1995), è stato un regista cinematografico e sceneggiatore italiano.

## Biografia
Nato a Montagnana nel 1913 vive a Padova; durante la guerra parte come operatore militare e filma parecchi film-documento per l'Istituto Luce. A 20 anni vince la medaglia d'oro al Festival del Cinema di Venezia del 1934, per la regia e realizzazione del film Fiera di tipi; collabora con lui l'amico Tommaso Marinetti. Si trasferisce a Roma cominciando a lavorare come sceneggiatore per poi iniziare la sua carriera di regista firmando un contratto con Carlo Ponti e Dino De Laurentiis.
Nel 1943 gli viene affidata la prima regia delle sue quattordici, un lungometraggio a soggetto, Rita da Cascia. Nel 1948-1949 va in Argentina a girare dei film con Amedeo Nazzari e Folco Lulli sempre per De Laurentiis.
Negli anni cinquanta dirige alcune commedie televisive per la RAI.
Fa il regista fino al 1969; il suo ultimo film, prodotto dalla Cineriz, è I giovani tigri con Helmut Berger e Luca De Filippo.
Continua a scrivere sceneggiature per Ugo Tognazzi, Nino Manfredi e altri. Un suo libro, La virtù sdraiata, viene tradotto e distribuito in America e da esso quale Sidney Lumet realizza un film con Omar Sharif e Anouk Aimée, La virtù sdraiata.
Nel 1983, con la collaborazione della moglie, la regista e sceneggiatrice Sofia Scandurra, e di Cesare Zavattini, apre una scuola di cinema nella sua casa sulle colline romane: L'università del Cinema di San Cesareo, la prima scuola italiana d'avanguardia a inserire il digitale al posto della pellicola. Dalla scuola escono cineasti come Emanuele Crialese, Bogdan Dreyer, i fratelli Marco e Luca Mazzieri.

## Filmografia

### Regista
- Fiera di tipi – mediometraggio (1934)
- Rita da Cascia (1943)
- Le due verità (1951)
- Sul ponte dei Sospiri (1952)
- Noi cannibali (1953)
- Siluri umani (1954)
- Il suo più grande amore (1956)
- Ballerina e Buon Dio (1958)
- Maciste l'uomo più forte del mondo (1961)
- Maciste nella terra dei ciclopi (1961)
- Le gladiatrici (1963)
- Taur, il re della forza bruta (1963)
- I giovani tigri (1967)

### Sceneggiatore
- Uragano ai tropici, regia di Pier Luigi Faraldo e Gino Talamo (1939)
- Le signorine della villa accanto, regia di Gian Paolo Rosmino (1942)
- Rita da Cascia, regia di Antonio Leonviola (1943)
- Il figlio del corsaro rosso, regia di Marco Elter (1943)
- Gli ultimi filibustieri, regia di Marco Elter (1943)
- Il brigante Musolino, regia di Mario Camerini (1950)
- La vendetta del corsaro, regia di Primo Zeglio (1951)
- Per salvarti ho peccato, regia di Mario Costa (1953)
- I due della legione, regia di Lucio Fulci (1962)
- La virtù sdraiata, regia di Sidney Lumet (1969)
- Senza sapere niente di lei, regia di Luigi Comencini (1969)
- Una storia d'amore, regia di Michele Lupo (1969)
- Cattivi pensieri, regia di Ugo Tognazzi (1976)